# Kiba Masao
Masao Kiba (sinh ngày 6 tháng 9 năm 1974) là một cầu thủ bóng đá người Nhật Bản.

## Sự nghiệp câu lạc bộ
Masao Kiba đã từng chơi cho Gamba Osaka, Avispa Fukuoka, Valiente Toyama và MIO Biwako Kusatsu.